# Схидное (Запорожская область)
Схидное (укр. Східне) — село,
Новониколаевский сельский совет,
Мелитопольский район,
Запорожская область,
Украина.
Код КОАТУУ — 2323082406. Население по переписи 2001 года составляло 62 человека.

## Географическое положение
Село Схидное находится на расстоянии в 3 км от села Новониколаевка и в 5-и км от села Трудовое.
Рядом проходит автомобильная дорога Т-0805.

## История
Согласно сайту Верховной Рады Украины, село было основано в 1950 году. Но уже на немецкой военной карте 1943 года на месте Схидного отмечено село под названием Семёновка, состоящее из одной улицы и садов.